# Onychodactylus sillanus
Onychodactylus sillanus — вид хвостатих земноводних родини кутозубих тритонів. Описаний у 2022 році.

## Назва
Видова назва sillanus — це топонімічний прикметник, що стосується історичного корейського королівства Сілла (57 р. до н. е. — 935 р. н. е.), розташованого на південно-східній частині Корейського півострова, що збігається з географічним поширенням виду.

## Поширення
Ендемік Південної Кореї. Поширений в провінції Північна Кьонсан та Південна Кьонсан на північному сході країни.